# SBA "Novator"
 SBA "Novator" (a volte indicata nei media come Warta Innovator) è un'autoblindo sviluppata dall'azienda ucraina Ukrainska bronotecnica. L'autoblindo è costruita su un telaio rinforzato di Ford F-550.

## Storia
Presentato per la prima volta il 15 dicembre 2017, il 22 dicembre, nel centro di addestramento multidisciplinare interoperativo internazionale delle unità della Guardia nazionale d'Ucraina hanno già superato il test (test drive) di una nuova auto con la partecipazione del comandante colonnello generale NSU Aller. "Warta-Novator" è più compatto, più leggero, più veloce di SBA "Warta".
Progettato per i primi soccorritori, per le sue caratteristiche l'auto è vicina a KrAZ "Spartan" e Bogdan "Bars-8". Il peso intero è di 9 t.
Nel novembre 2019 è stata annunciata una versione civile dell'auto.

## Costruzione
L'auto blindata è realizzata su un telaio Ford 550, che è stato appositamente rinforzato.
L'auto è realizzata in acciaio della società svedese ARMOX di diversa durezza (fino a 560) e spessore a seconda dell'area di corazzamento e in generale l'auto corrisponde alla classe di corazzamento PZSA-4 o PZSA-5. Tutte le porte sono dotate di speciali bulloni rinforzati e serrature di elevata affidabilità e hanno la possibilità di aprirsi dall'esterno in situazioni di emergenza.
C'è una zona salotto nel bagagliaio con un posto per sedere e un posto per lettino. I tre lati del bagagliaio possono essere lasciati cadere. I pannelli laterali sono facilmente rimovibili per facilitare il carico / scarico e il trasporto di merci di varie dimensioni.
Illuminazione interna speciale (bianco, rosso, blu) e mascheramento completo, parziale e notturno al buio. L'auto ha una telecamera per retromarcia con monitor, navigatore e uscita televisiva per rilevare e localizzare obiettivi, oltre a muoversi nell'oscurità.
Novator è dotato di un sistema antincendio nella cabina e nel vano motore. Grazie ai rivelatori a raggi ultravioletti e infrarossi, il sistema rileva l'accensione in 3 millisecondi e la elimina in 250 millisecondi.
Allo stesso tempo, i primi test hanno rivelato una serie di carenze e quindi dopo la loro rimozione il design della vettura ha subito alcune modifiche.

## Caratteristiche tattiche e tecniche
- Velocità massima 
  - strada: 120 km / h[2]

## Operatori
- Ucraina 15 novembre 2019,  40 unità[3] sono passate alle Forze armate ucraine[4]

### Ucraina
Nel novembre 2019, un gruppo di 40 veicoli è stato trasferito alle forze armate dell'Ucraina.
All'inizio di marzo 2020, il servizio stampa di 93 OMBR Cold Yar ha diffuso video sul servizio di brigata nell'Ucraina orientale. Il video mostrava uno speciale veicolo blindato Novator e un veicolo da combattimento sul telaio BRDM-2 con il sistema missilistico anticarro Amulet.

## Galleria d'immagini

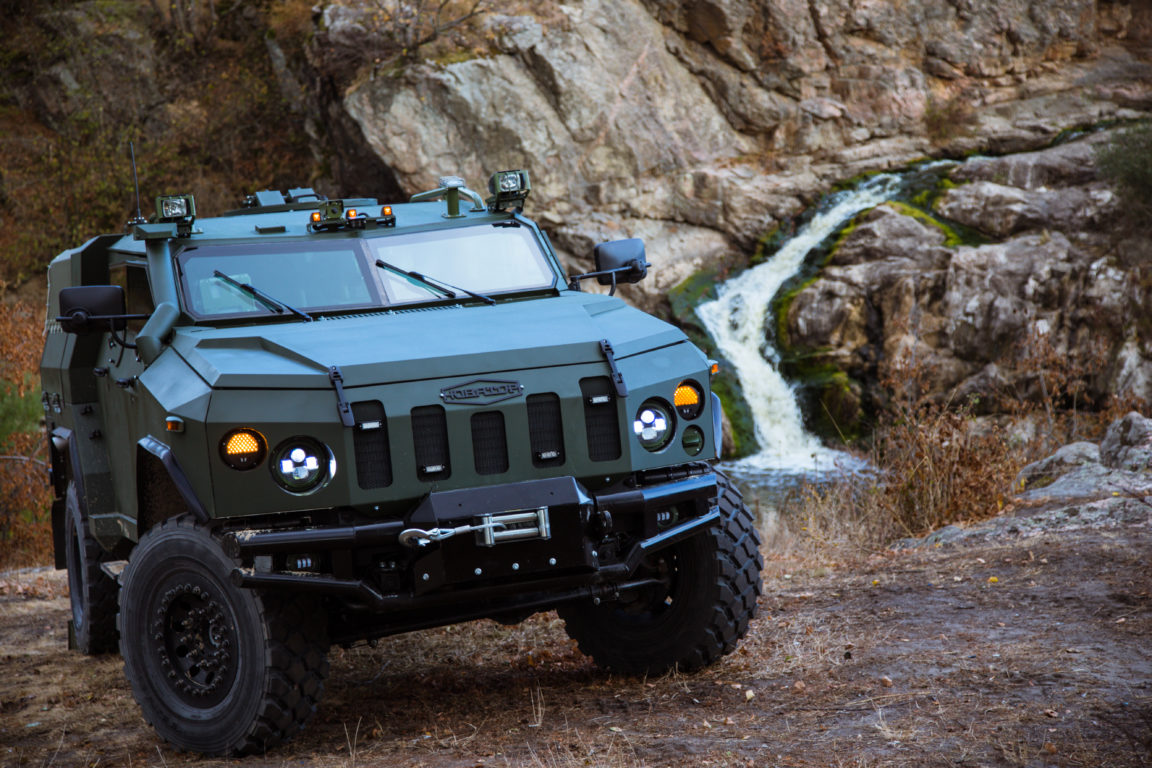
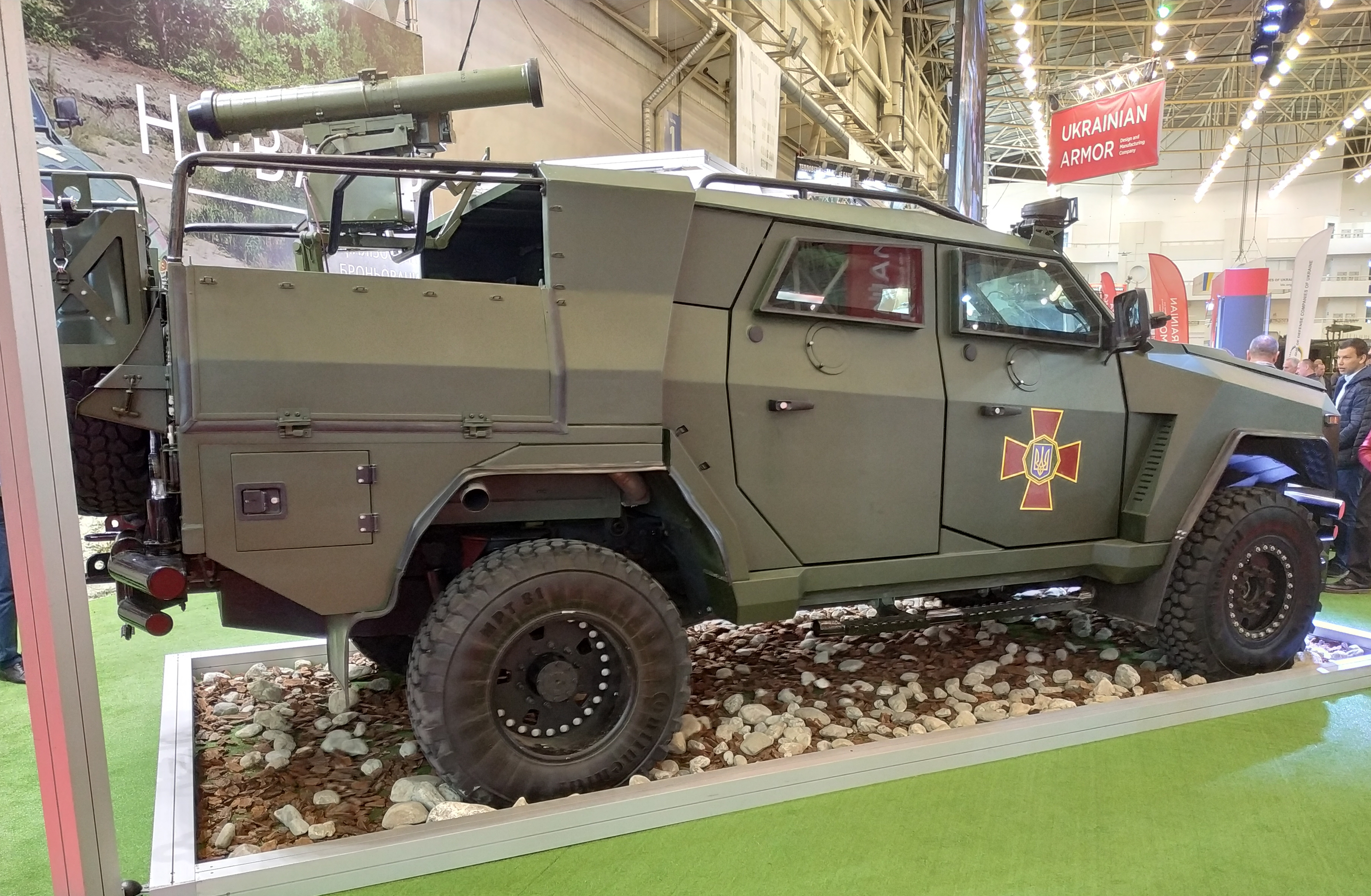
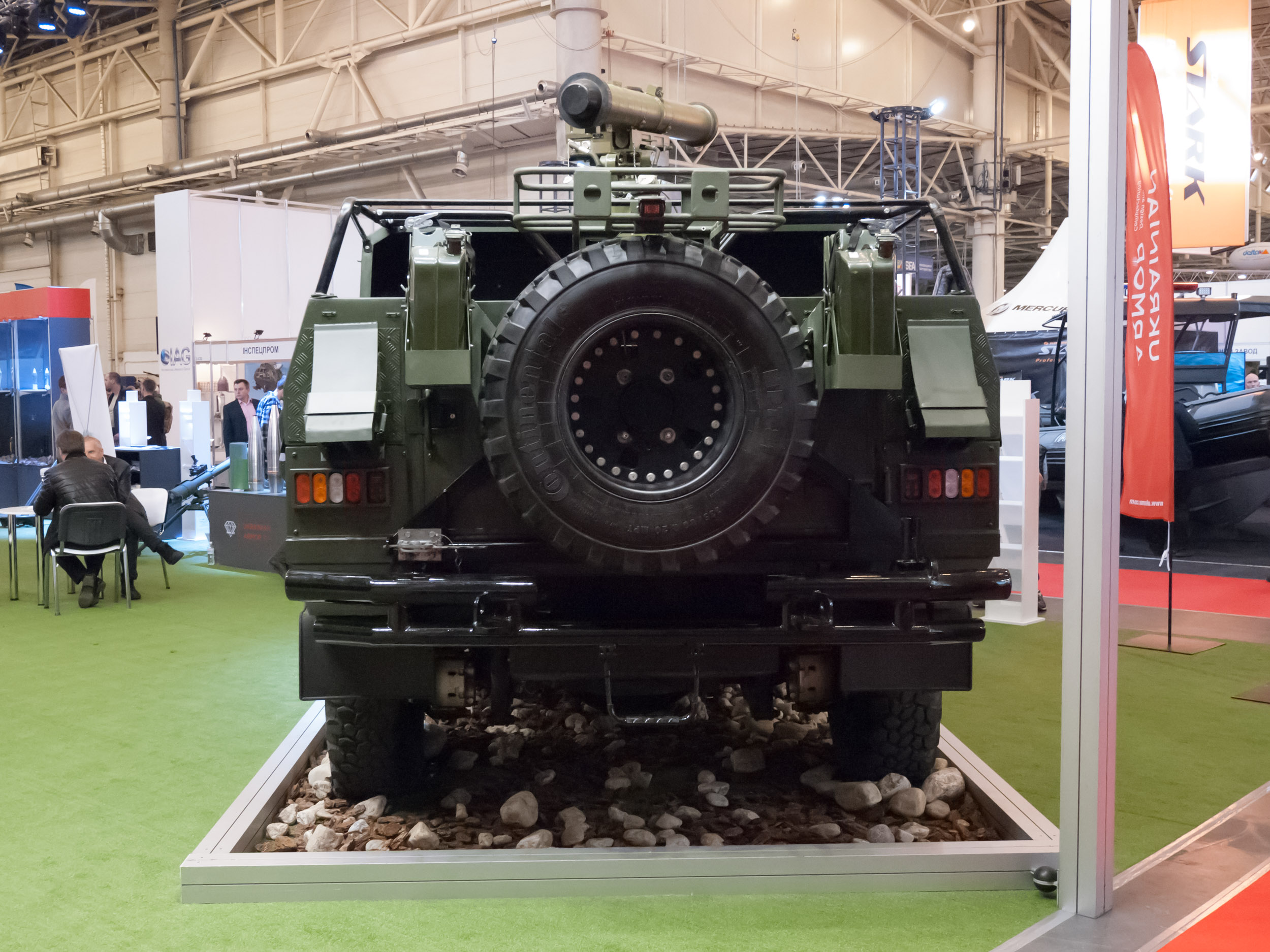
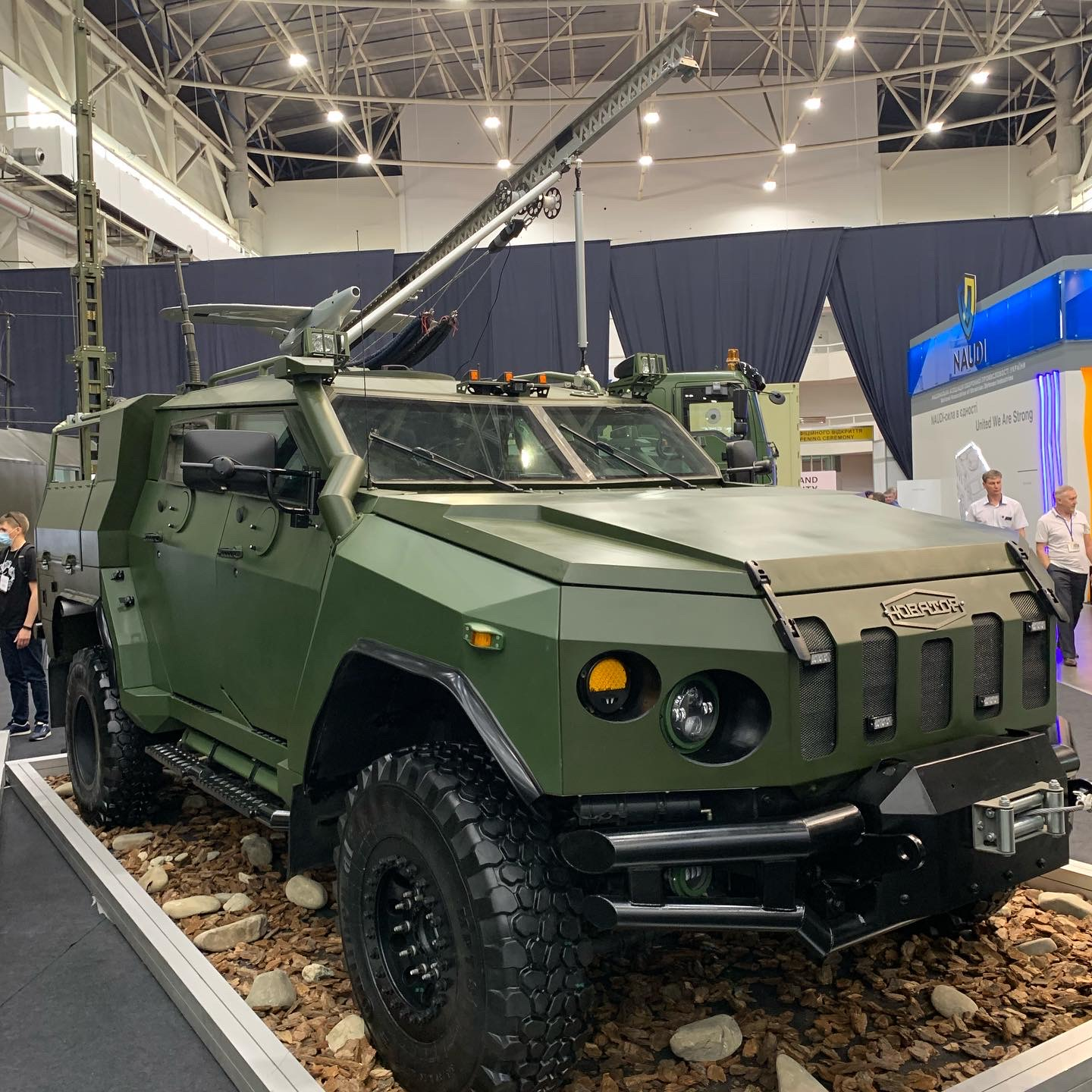
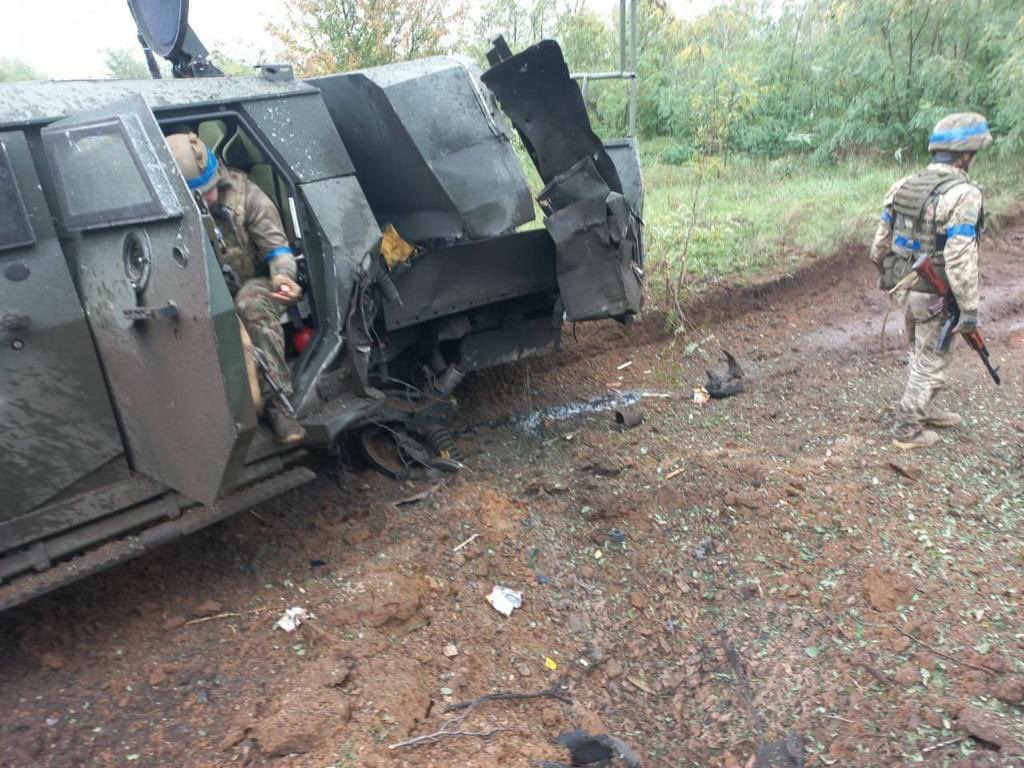